# Gurkhové

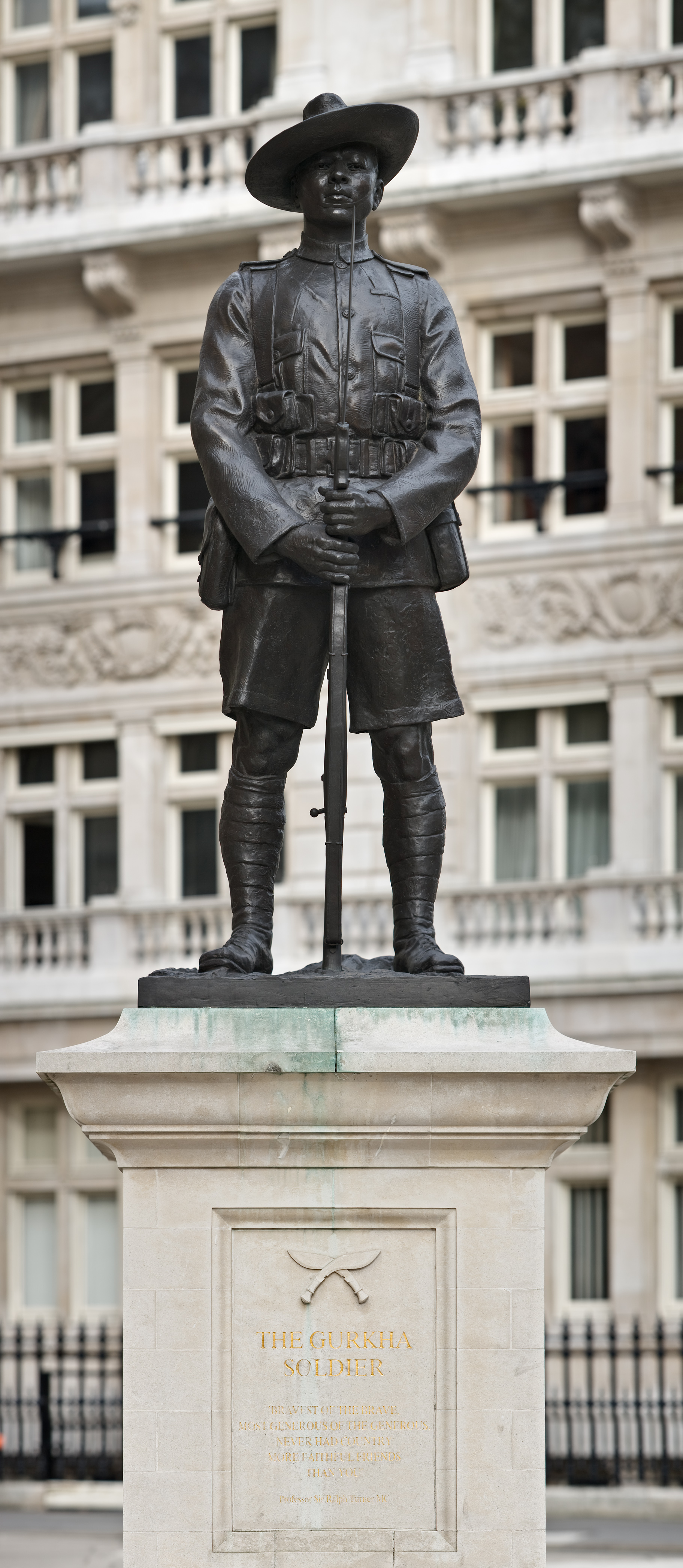
Památník gurkhského vojáka v Londýně

Gurkhové jsou lid z Nepálu a částečně z Indie, kteří jsou známí svou statečností a houževnatostí v boji. Účastnili se mnoha válek, zejména pod vlajkou Britů v 19. století. Když Britská Indie s Gurkhy uzavřela v roce 1815 příměří, začala je verbovat do své armády. V armádě slouží i v současnosti, a to především v britské a indické.